# Eleni Foureira
Entela Fureraj znana tudi kot Eleni Foureira (grško Ελένη Φουρέιρα), grška pevka, igralka in plesalka * 7. marec 1987, Fier, Albanija.
Svojo glasbeno pot je začela leta 2007 kot članica grške dekliške skupine Mystique po razpadu skupine 2009 pa je nadaljevala s samostojno kariero. Foureira je leta 2010 podpisala pogodbo z Universal Music Greece in istega leta izdala svoj debitantski album z imenom Eleni Foureira. Album je v Grčiji prejel platinasti certifikat. Kasneje je podpisala pogodbo z Minos EMI s katerim je v letih 2012 do 2014 izdala svoj drugi in tretji studijski album Ti Poniro Mou Zitas in Anemos Agapis. Oba albuma sta bila dobro uvrščena na grških in ciprskih lestvicah. Eleni je leta 2015 zapustila glasbeno založbo Minos EMI ter podbisala novo pogodbo z založbo Panik Records. Z njimi je posnela njen četrti studijski album Vasilissa, ki je izšel decembra 2017.
Eleni je zastopala Ciper na Pesmi Evrovizije 2018 s pesmijo ''Fuego'' s katero je 8. maja nastopila v prvem polfinalu in končala kot prva ter se uvrstila v finale, kjer je zasedla 2. mesto s 436 točkami ter osvojila najboljšo ciprsko uvrstitev na Pesmi Evrovizije.

## Zgodnje življenje
Foureira se je rodila 7. marca 1987 v Fier v Albaniji kot Entela Fureraj. Njena mama je šivilja, oče pa gradbenik. Ima enega brata (Giorgos) in dve sestri (Ioanna in Margarita). Leta 1997 je njena družina zapustila Albanijo zaradi državljanskih nemirov. Preselili so se v Grčijo v Atene.

## Kariera

### 2007-2009
Foureira je svojo glasbeno pot začela kot članica dekliške skupine Mystique. Skupino sta sestavljali tudi Alkmini Chatzigianni in Maria Makri. Leta 2007 so izdale svojo prvo pesem "Se alli selida", kasneje pa so uspeh dosegli tudi s pesmijo "Min kaneis pos de thymasai". Leta 2009 se je skupina razšla.

### 2010-2018
Po razpadu skupine Mystique leta 2009 je Foureira podpisala pogodbo z glasbeno založbo Universal Music Greece. Eleni je sodelovala v dobrodelni oddaji Just the Two of Us. Skupaj s pevcem Panagiotisom Petrakisom sta osvojila prvo mesto. Foureira je decembra 2010 izdala svoj prvistudijski album z imenom Eleni Foureira. Kasneje je podpisala pogodbo z Minos EMI, s katerim je izdala še dva albuma. Od leta 2015 do 2016 je igrala Sofio v muzikalu Barbarella: 80-ih muzikal v Atenah.     Leta 2015 je zapustila glasbeno založbo Minos EMI in podpisala pogodbo z založbo Panik Records. Bila je sodnica tretje sezone grške različice oddaje So You Think You Can Dance. Leta 2017 je izdala še četrti studijski album Vasilissa.

### Pesem Evrovizije 2018
Februarja 2018 je bilo sporočeno, da bo Ciper na Pesmi Evrovizije 2018 zastopala Eleni Foureira s pesmijo ''Fuego'' Pesem je napisalgrško-švedski tekstopisec Alex Papaconstantinou.   8. maja 2018 se je iz prvega polfinala uvrstila v veliki finale.   V finalu, ki je potekal 12. maja 2018, je končala na drugem mestu tik za zmagovalko Netto iz Izraela. Eleni je usvojila najboljšo ciprsko uvrstitev na Evroviziji. 

### 2019- danes
Kmalu po nastopu na Evroviziji 2018 je Eleni podpisala pogodbo s Sony Music.  S tem je postala šele druga grška umetnica, ki je po Heleni Paparizou (zmagovalki Evroviziji 2005 ) podpisala mednarodno pogodbo z eno izmed večjih glasbenih založb založbo.   Decembra 2019 je nastopila kot gost presenečenja na albanskem nacionalnem izboru za Evrovizijo v Tirani v Albaniji. Po izvedbi mešanice lastnih pesmi in mednarodnih uspešnic je skupaj s televizijsko voditeljico Alketo Vejsiu zapela nekaj albanskih ljudskih pesmi.

## Diskografija

### Studijski albumi
- Eleni Foureira (2010)
- Ti Poniro Mou Zitas (2012)
- Anemos Agapis (2014)
- Vasilissa (2017)

## Nastop na televiziji
| Televizija   | Televizija                                     | Televizija     | Televizija                                 |
| Leto         | Naslov                                         | Vloga          | Opombe                                     |
| ------------ | ---------------------------------------------- | -------------- | ------------------------------------------ |
| 2010         | Grški nacionali izbor za Pesem Evrovizije 2010 | Sama           | osvojila je 2. mesto                       |
| 2010–2011    | Just the Two of Use                            | Sama           | Grška oddaja prva sezona 1. mesto skupaj s |
| 2017         | So You Think You Can Dance                     | Sama           | Grška oddaja Sodnica                       |
| 2018         | Pesem Evrovizije 2018                          | Sama           | Tekmovalka 2. mesto v finalu               |
| 2018         | Tu Cara Me Suena                               | Sama           | Španska oddaja Sodnica                     |
| 2019         | Operación Triunfo                              | Sama           | Španska oddaja 10. sezona Gost             |
| 2019         | Eser Yenenlerjeva show                         | Sama           | Turška oddaja 1. sezona Gost               |
| 2019         | Pesmi Evrovizije 2019                          | Sama           | Gost                                       |
| 2019         | The Final Four                                 | Sama           | Grška oddaja Sodnik                        |
| 2021 – danes | House of Fame                                  | Sama           | Grška oddaja Televizijski predstavnik      |
| Gledališče   |                                                |                |                                            |
| Leto         | Naslov                                         | Vloga          | Opombe                                     |
| 2015–2016    | Barbarella: muzikal osemdesetih                | Sophia         |                                            |
| Film         |                                                |                |                                            |
| Leto         | Naslov                                         | Vloga          | Opombe                                     |
| 2018         | Aigaio SOS                                     | Eleni Foureira | Gost                                       |